# Wapen van Bruinisse

Wapen van Bruinisse

Het wapen van Bruinisse werd op 31 juli 1817 bevestigd door de Hoge Raad van Adel aan de Zeeuwse gemeente Bruinisse. Per 1997 ging Bruinisse op in de gemeente Schouwen-Duiveland. Het wapen van Bruinisse is daardoor definitief komen te vervallen als gemeentewapen.

## Blazoenering
De blazoenering van het wapen luidde als volgt:
Gegeerd van sabel en zilver van 8 stukken; en chef van zilver, beladen met een grasend hert van keel op een terras van synobel.
De heraldische kleuren zijn sabel (zwart), zilver (wit), keel (rood) en sinopel (groen). In het register van de Hoge Raad van Adel zelf wordt geen beschrijving gegeven, alleen een afbeelding.
Opmerking: de term gegeerd is feitelijk onjuist; de correcte beschrijving voor deze stukken is ingehoekt. Deze verwarring komt vaker voor in wapenbeschrijvingen.

## Verklaring
De geren zijn afgeleid van het wapen van Duiveland. Het hert is afkomstig uit het familiewapen van Paulus van Hertsbeke die in 1566 de heerlijkheid Bruinisse kocht. Dit familiewapen bevat een hert drinkend aan een beek, bij de bevestiging van het wapen op 31 juli 1817 is per abuis het water in het schildhoofd weggelaten. Sindsdien is een grazend hert afgebeeld. Het wapen komt in de Nieuwe Cronijk van Zeeland van Smallegange, eind 17e eeuw, voor met rode in plaats van zwarte geren.

## Vergelijkbare wapens

Het wapen van Schouwen-Duiveland
Het wapen van Waterschap Schouwen-Duiveland
Het wapen van Botland
Het wapen van Duiveland
Het wapen van Nieuwerkerk
Het wapen van Oosterland
Het wapen van Ouwerkerk
Het wapen van Sirjansland